# Industri Udvikling
Industri Udvikling ejes af fem pensionskasser fra fagbevægelsen.
Industri Udvikling blev stiftet i 1994 som en private equity virksomhed, der skulle foretage investeringer i små og mellemstore danske fremstillingsvirksomheder. 
Siden er der blevet investeret i 78 virksomheder. Industri Udvikling har marts 2008 en portefølje på 35 selskaber. Porteføljen værdiansættes pr. 31. december 2006 til 684,8 mio.kr. 

## Ekstern henvisning
- Industri Udviklings hjemmeside